# ناحیه تیمورملک
ناحیهٔ تیمورملک (به تاجیکی: Ноҳияи Темурмалик) یکی از ناحیه‌های اداری ولایت ختلان است که در جنوب کشور تاجیکستان جای دارد.

## تقسیمات
جماعت‌های این ناحیه بشرح زیر است:
- بابایونس
- سووِت
- طنابچی
- قره‌کَموش
- کوشکیه
- کَنگورت
- وطن